# Montemayor del Río
Montemayor del Río è un comune spagnolo di 360 abitanti situato nella comunità autonoma di Castiglia e León.